# 2-й Український фронт
2-й Украї́нський фронт — оперативно-стратегічне об'єднання радянських військ з 20 жовтня 1943 року до 10 червня 1945 року у Другій світовій війні.

## Історія
Створений на південно-західному напрямку радянсько-німецького фронту 20 жовтня 1943 на підставі наказу Ставки ВГК від 16 жовтня 1943 шляхом перейменування Степового фронту.
На момент формування до складу фронту входили: 4-та, 5-та та 7-ма гвардійські, 37-ма, 52-га, 53-тя, 57-ма загальновійськові армії, 5-та гвардійська танкова та 5-та повітряна армії. Надалі до складу фронту входили 27-ма, 40-ва, 46-та загальновійськові армії, 6-та (з вересня 1944 — 6-та гвардійська) та 2-га танкові армії, кінно-механізована група, румунські 1-ша і 4-та армії. В оперативному підпорядкуванні 2-го Українського фронту знаходилася Дунайська військова флотилія.
У жовтні-грудні 1943 війська фронту провели операцію з розширення плацдарму, захопленого на правом берегу Дніпра на ділянці від Кременчука до Дніпропетровська, і до 20 грудня вишли на підступи до Кіровограда і Кривого Рогу. В ході подальшого наступу в січні — квітні 1944 року з'єднання фронту провели кілька успішних фронтових наступальних операцій, звільнили значну частину Правобережної України, у взаємодії з 1-м Українським фронтом здійснили розгром оточеного угрупування противника в районі Корсунь-Шевченковського, до кінця квітня 1944 року розітнули фронт групи армій «Південь», звільнили частину Молдавії і вступили на територію Румунії.
У серпні 1944 року у взаємодії з 3-м Українським фронтом була звільнена Молдавія, розгромлені румунські війська, а сама Румунія виведена з війни на стороні Німеччини. В ході наступальних боїв восени 1944 роки з'єднання фронту розгромили групу армій «Південь», зайняли вигідне положення для продовження наступу на Будапешт.
Протягом жовтня 1944 року — лютого 1945 року 2-й Український фронт у взаємодії з частиною сил 3-го Українського фронту брав участь у Будапештській операції, в районі столиці Угорщини і в самому місті, в ході якої було оточено і ліквідоване 188-тисячне угрупування противника і звільнений Будапешт.
У березні — квітні 1945 року війська фронту брали участь в боях по звільненню Угорщини, значної частини Чехословаччини, східних районів Австрії і її столиці Відня. У травні 1945 року з'єднання фронту брали участь в розгромі угрупування противника в Чехословаччині.
10 травня 1945 року війська фронту зустрілися з американськими військами в районі міст Пісек і Чеське Будейовице.
Розформований 10 червня 1945 року на підставі директиви Ставки ВГК від 29 травня 1945 року. Управління фронту виведене до резерву Ставки ВГК і на його базі сформовано управління Одеського військового округу.
На його честь названо декілька урбанонімів, наприклад вулиця 2-го Українського фронту у місті Черкаси.

## Військові операції

### Стратегічні операції
- Нижньодніпровська стратегічна наступальна операція 1943;
- Дніпровсько-Карпатська стратегічна наступальна операція 1944;
- Яссько-Кишинівська стратегічна наступальна операція 1944;
- Белградська стратегічна наступальна операція 1944;
- Західно-Карпатська стратегічна наступальна операція 1945;
- Будапештська стратегічна наступальна операція 1944—1945;
- Віденська стратегічна наступальна операція 1945;
- Празька стратегічна наступальна операція 1945.

### Фронтові та армійські операції
- П'ятихатська наступальна операція 1943;
- Знам'янська наступальна операція 1943;
- Кіровоградська наступальна операція 1944;
- Корсунь-Шевченківська наступальна операція 1944;
- Умансько-Ботошанська наступальна операція 1944;
- Яссько-Фокшанська наступальна операція 1944.
- Румунська наступальна операція 1944;
- Дебреценська наступальна операція 1944;
- Кечкемет-Будапештська наступальна операція 1944;
- Сольнок-Будапештська наступальна операція 1944;
- Ньїредьхаза-Мішкольцька наступальна операція 1944;
- Естергом-Комарновська наступальна операція 1944;
- Секешфехервар-Естергомська наступальна операція 1944;
- Штурм Будапешта (1945);
- Будапештська оборонна операція 1944—1945;
- Банська-Бистріцька наступальна операція 1945;
- Штурм Відня;
- Д'єрська наступальна операція 1945;
- Братиславсько-Брновська наступальна операція 1945
- Оломоуцька наступальна операція 1945;
- Йиглава-Бенешовська наступальна операція 1945.

## Командування
Командувачі:

- генерал армії (з лютого 1944 Маршал Радянського Союзу) Конєв І. С. (жовтень 1943 — травень 1944);
- генерал армії (з вересня 1944 р. Маршал Радянського Союзу) Малиновський Р. Я. (травень 1944 — до кінця війни).

Члени військової ради:
- генерал-лейтенант танкових військ, з вересня 1944 генерал-полковник танкових військ Сусайков І. З. (жовтень 1943 — березень 1945);
- генерал-лейтенант Тевченков А. Н. (березень — червень 1945).

Начальники штабів:
- генерал-полковник, з кінця травня 1945 генерал армії Захаров М. В. (жовтень 1943 — червень 1945).